# Ангола
Анго́ла, также Ангола́ (порт. Angola [ɐ̃ˈɡɔlɐ]), официальное название — Респу́блика Анго́ла (порт. República de Angola [ʁɛˈpublikɐ dɨ ɐ̃ˈɡɔlɐ]) — государство в Южной Африке. Бывшая португальская колония, получившая независимость в 1975 году. Член ООН с 1 декабря 1976 года.
С запада омывается Атлантическим океаном, на юге граничит с Намибией, на северо-востоке и севере с Демократической Республикой Конго, на востоке с Замбией, а также Республикой Конго (эксклав Кабинда).

## Этимология
Топоним «Ангола» (порт. Angola) происходит от названия государства Ндонго, существовавшего на современной территории Анголы в XV—XVII веках, или по имени правительницы государства Зинга Мбанди Нголы, организовавшей сопротивление португальским колонизаторам. Португальские завоеватели превратили это название в «Королевство Ангола» (порт. Reino de Angola). В частности, так именовал страну в документах 1571 года первый губернатор Анголы и основатель Луанды Паулу Диаш де Новаиш.

## География

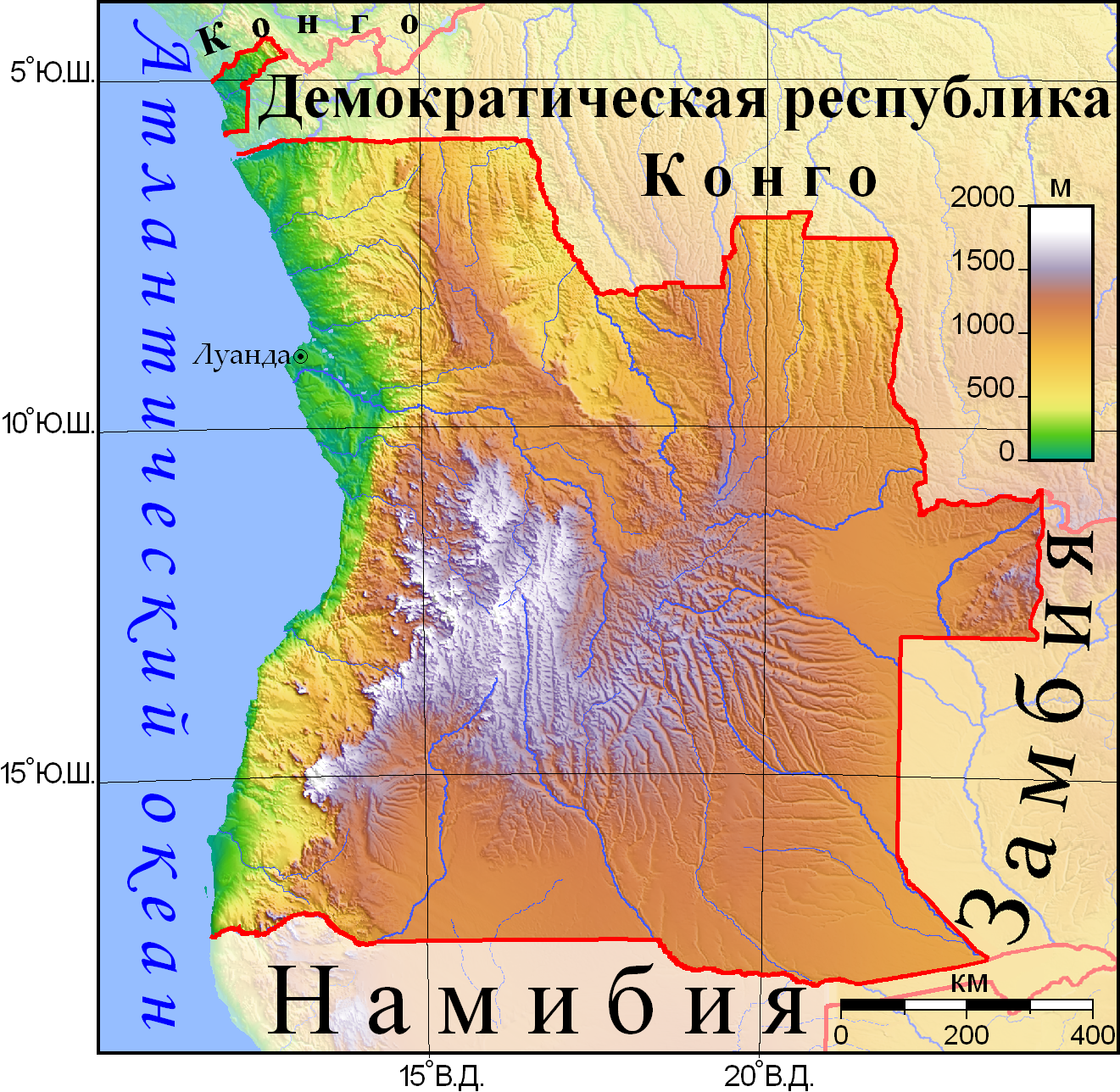
Рельеф Анголы

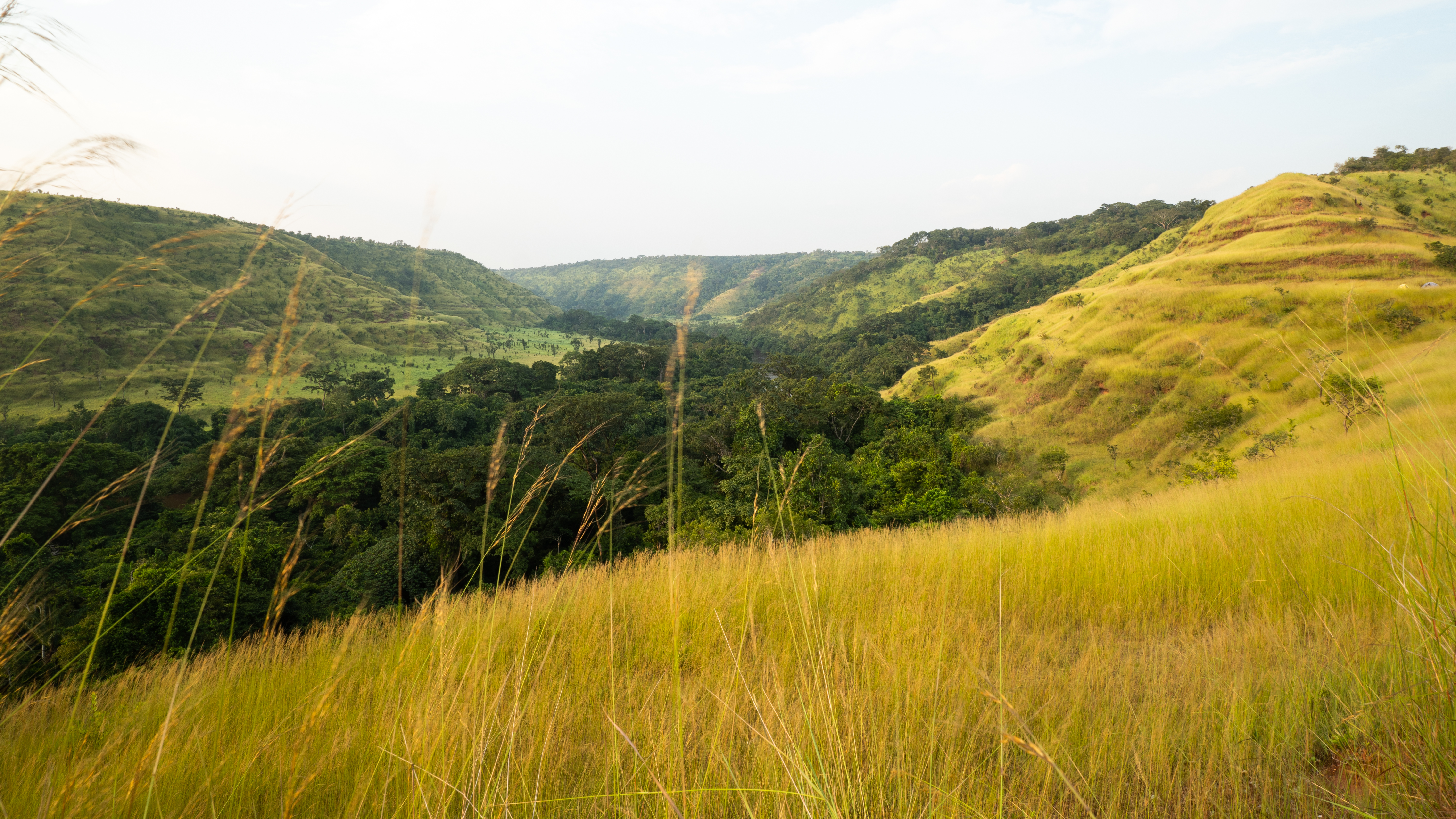
Природа страны

Атлантическое побережье Анголы занято прибрежной низменностью, которая крутым уступом поднимается на плоскогорье, занимающее более 90 % территории страны. Центральную часть плоскогорья занимает массив Бие с высшей точкой страны — горой Моко (2620 м). Из полезных ископаемых Ангола богата нефтью, алмазами, железными рудами, бокситами, фосфоритами, гипсом, золотом, рудами урана, меди, титана, марганца.
Климат приморской низменности тропический пассатный, засушливый за счёт проходящего вдоль берега холодного Бенгельского течения, которое понижает температуру прибрежного воздуха до +24...+26 °С в самом тёплом месяце (марте) и до +16...+20 °С в самом холодном месяце (июле). Годовое количество осадков на побережье уменьшается с севера на юг с 250—500 до 50—100 мм (в пустыне Намиб). Климат плоскогорья экваториальный муссонный, с продолжительным влажным летом (октябрь — май) и сухой зимой (июнь — сентябрь). Температура воздуха в зависимости от высоты различных частей плоскогорья изменяется от +13...+23 °С зимой до +17...+28 °С в начале дождливого сезона. Годовое количество осадков уменьшается с севера на юг плоскогорья от 1000—1500 до 600—800 мм.
Реки, стекающие с западных склонов плоскогорья, впадают в Атлантический океан, с северных склонов — впадают в Конго, с юго-восточных — в Замбези, с южных — теряются в песках пустыни Калахари. Во время длительного сезона дождей реки сильно разливаются, в сухой сезон мелеют, а на юге пересыхают.
Леса и редколесья занимают около 40 % территории Анголы. Влажные тропические леса сосредоточены на северо-востоке страны, остальную часть плоскогорья занимают сухие листопадные тропические редколесья и злаковые саванны.
Растительность приморской низменности сменяется от травянистых и кустарниковых саванн с баобабом на севере до вельвичиевых пустынь на юге.

### Полезные ископаемые
Ангола располагает значительными природными ресурсами, из которых основное значение имеют нефть (в частности, месторождения Бегония, Далия, Жасмин, Жирасол, Кизомба, Нзанза, Пашфлор, Роза и Сингуву) и алмазы, а также железная руда, фосфаты, медь, золото, бокситы, уран, граниты. По добыче нефти на Африканском континенте Ангола уступает лишь Нигерии.
Помимо этого, у республики есть существенные ресурсы природного газа: на 2009 год его запасы составляли порядка 300 млрд кубометров. Для месторождений Анголы характерна большая глубина залегания пластов и шельфа, что удорожает добычу.

### Живая природа
Животный мир Анголы типичный для саванн: слоны, зебры, антилопы, буйволы, шакалы, львы, гепарды, леопарды, бородавочники, трубкозубы, обезьяны, разнообразные пресмыкающиеся и насекомые. Прибрежные воды богаты рыбой.

## История
- В начале VI века до н. э. на территорию, заселённую бушменами, пришли племена банту, обладающие навыками обработки металла, производства керамики и сельского хозяйства[12].
- В XIII—XVI вв. часть современной Анголы входила в Королевство Конго со столицей Мбанза-Конго. В XVI—XIX вв. часть территории занимало королевство Лунда. На севере Анголы в XVI—XVII вв. находилось государство Ндонго.
- 1482 — побережье Анголы открыла португальская экспедиция мореплавателя Диогу Кана.
- 1576 — португальцы закладывают форт Сан-Паулу-ди-Луанда, который впоследствии становится столицей Анголы. До середины XIX века главным занятием португальцев в Анголе является работорговля; по примерным оценкам, за 300 лет из страны вывезено (в основном в Бразилию) около 5 млн чел. Ангола в целом была больше связана с Бразилией, чем с метрополией. После провозглашения Бразильской империи ангольские колонисты не раз выражали желание к ней присоединиться.
- 1641 — захват Луанды голландцами. Голландская оккупация Анголы.
- 1648 — португальцы возвращают Луанду под свой контроль. Голландские войска покидают территорию Анголы.
- 1885—1894 — Португалия, Бельгия, Германская империя и Британская империя заключают соглашения, определившие современные границы Анголы.
- 1951 — Ангола получает статус «заморской провинции» Португалии.
- 1958 — в Луанде построен нефтеперерабатывающий завод[13].
- 1950-е — возникают первые повстанческие группировки — МПЛА (Народное движение за освобождение Анголы — Партия труда), УПА.
- 1961 — антипортугальское восстание во главе с Холденом Роберто (лидером группировки УПА, а затем ФНЛА). Лагеря повстанцев располагаются в Киншасе на территории соседней Демократической Республики Конго. Начало войны за независимость, продолжавшейся 14 лет. Одновременно начинается противостояние МПЛА и ФНЛА.
- 1962 — образовано временное правительство Ангольской республики в изгнании во главе с Холденом Роберто. Учреждена Армия национального освобождения Анголы (ЭЛНА) под командованием Роберто. МПЛА формирует свои вооружённые силы — Народную армию освобождения Анголы (ЭПЛА).
- 1966 — создание УНИТА во главе с Жонашем Савимби — леворадикальным националистом овимбунду, бывшим сподвижником Холдена Роберто в ФНЛА. Начинаются боевые операции военного крыла УНИТА — Вооружённых сил освобождения Анголы (ФАЛА).
- 1974 — «революция гвоздик» в Португалии. Начало быстрой деколонизации. Обострение ситуации в Анголе, июльские столкновения в трущобах Луанды между сторонниками независимости и белыми поселенцами, в октябре подавлена попытка правого переворота, предпринятая Ангольским фронтом сопротивления.
- 1975 — МПЛА использует помощь регулярной кубинской армии, УНИТА — помощь ЮАР, ФНЛА — соседнего Заира. Наступление ФНЛА и УНИТА на Луанду, поддержанное Заиром и ЮАР, сорвано в битве при Кифангондо. Войска МПЛА разворачивают успешное контрнаступление.
- 1975, 11 ноября — провозглашена независимость Анголы. В Луанде под властью МПЛА учреждена НРА, в Уамбо ФНЛА и УНИТА создают НДРА. Первым президентом НРА становится лидер просоветской группировки МПЛА Агостиньо Нето, войска которого занимают Луанду — административный центр Анголы. Силовые ведомства возглавили руководящие функционеры МПЛА: правительственную армию ФАПЛА — Энрике Каррейра, полицейский корпус — Сантана Петрофф, службу госбезопасности DISA — Луди Кисасунда и Энрике Онамбве. Бюджетную политику определял близкий к президенту министр финансов Сайди Мингаш. Начинается многолетняя гражданская война за власть в стране, между просоветской МПЛА и проамериканскими УНИТА и ФНЛА. Эта война осложняется межэтническими противоречиями. В страну льются потоки оружия. Правительственные войска обучают советские и кубинские инструкторы.

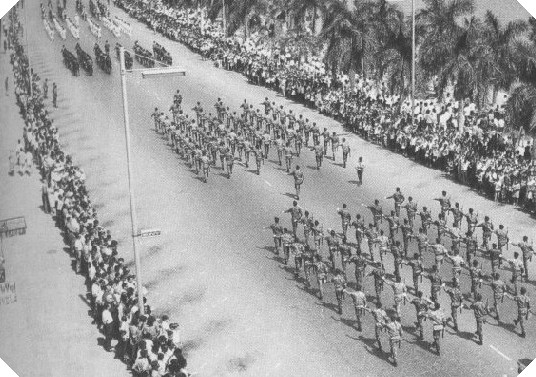
Военный парад в Луанде времён Гражданской войны

- Военный парад в Луанде времён Гражданской войны 1976 — войска МПЛА одерживают победу на первом этапе гражданской войны. ФНЛА разгромлен, войска ЮАР и Заира покидают территорию Анголы. В Луанде проходит суд над группой наёмников ФНЛА. УНИТА переходит к многолетней партизанской войне.
- 1977 — майский Мятеж «фракционеров» — выступление ортодоксальных коммунистов-популистов против президента Нето и его окружения. Во главе мятежа экс-министр внутренней администрации Ниту Алвиш, политкомиссары ФАПЛА Жозе Ван Дунен, Луиш душ Пасуш, командир спецназа Жакоб Каэтану, лидер молодёжи МПЛА Сита Валлиш и другие радикалы. Несколько видных деятелей из окружения Нето, в том числе Сайди Мингаш, взяты в заложники и убиты. Мятеж подавлен президентом Нето и генералом Каррейрой при решающей помощи кубинских войск. (Ликвидирована также маоистская Коммунистическая организация Анголы.) Десятки тысяч человек подвергнуты репрессиям DISA.
- 1977, 1978 — отряды проангольской организации FNLC под командованием генерала Мбумбы с санкции правительства МПЛА вторгаются в заирскую провинцию Шаба. Вторжение 1977 года отбито заирской армией при решающей помощи марокканских войск. На следующий год формирования FNLC разгромлены в Колвези парашютистами французского Иностранного легиона. После двух поражений в Шабе правительство Анголы идёт на нормализацию отношений с Заиром.
- 1979 — кончина Агостиньо Нето. Президентом Анголы становится новый лидер МПЛА Жозе Эдуарду душ Сантуш. Несколько ранее расформирован DISA, снят с поста и выведен из партийного руководства Луди Кисасунда. Функции госбезопасности переданы MININT, затем MINSE, впоследствии SINFO и SINSE.
- 1980 — Энрике Каррейра, вторая фигура партийно-государственной иерархии во времена Агостиньо Нето, отстранён с поста министра обороны. Власть концентрируется в руках президента душ Сантуша. Лидер ФНЛА Холден Роберто прекращает борьбу в Анголе. УНИТА во главе с Жонасом Савимби активизирует партизанскую войну.
- 1985 — в городе Джамба, на территории, контролируемой повстанцами УНИТА, состоялась международная конференция партизан-антикоммунистов.
- 1987—1988 — Битва при Квито-Кванавале, переломный момент войны. Войска ЮАР покидают территорию Анголы.
- 1989 — в соответствии с международными договорённостями, кубинские и южноафриканские войска покидают территорию Анголы. Прямая военная поддержка извне участников ангольской войны официально прекращается.
- 1990 — под влиянием перестройки в СССР МПЛА провозглашает отказ от коммунистической идеологии и заявляет о намерении провести кардинальные демократические и рыночные реформы.
- 1991 — в Лиссабоне подписаны Бисесские соглашения о политическом урегулировании между правящей МПЛА и оппозиционной УНИТА. В Анголу возвращается Холден Роберто.
- 1992 — лишившись советской поддержки, МПЛА переориентируется на США. Осенью проводятся первые в истории страны многопартийные выборы. Объявляется о получении МПЛА большинства в парламенте и первом месте душ Сантуша по итогам первого тура. УНИТА оспаривает объявленные результаты выборов. МПЛА отвечает резнёй Хэллоуин. Гражданская война возобновляется с новым ожесточением.
- 1993 — Война 55 дней, последняя крупная военная победа УНИТА. Войска Савимби вновь захватывают Уамбо.
- 1994 — новые мирные соглашения между МПЛА и УНИТА подписываются в Лусаке. Предполагается прекращение огня и создание коалиционного правительства. Обе стороны игнорируют договорённости, соглашение сорвано.
- 1998 — обострение политической ситуации, возобновление столкновений между МПЛА и УНИТА. Создание проправительственной партии Обновлённая УНИТА.
- 1999 — массированное наступление правительственных войск на позиции УНИТА, 24 декабря захвачен город Джамба. Руководство УНИТА, командование ФАЛА и BRINDE переходят в кочевой режим.
- 2002 — 22 февраля Жонас Савимби погибает в бою с правительственными войсками близ городка Лукуссе (восточная провинция Мошико). 15 марта начинаются переговоры между представителями правительства и нового руководства УНИТА во главе с Паулу Лукмбой и Исайашем Самакувой. 4 апреля подписан Меморандум о взаимопонимании — новое мирное соглашение. УНИТА в основном принимает условия урегулирования, выдвинутые правящей МПЛА и становится легальной оппозицией.
- 2010 — В Анголе проведён Кубок африканских наций по футболу.
- 2011 — протестные выступления оппозиционной молодёжи во главе с рэпером Иконокластой, под влиянием Арабской весны. Власти противопоставляют им массовые демонстрации госслужащих с выражением лояльности президенту душ Сантушу.
- 2012 — МПЛА вновь получает значительное большинство мест в парламенте. Согласно конституционным поправкам, Жозе Эдуарду душ Сантуш автоматически сохраняет президентский пост. Уличные протесты в Луанде, внутренний конфликт руководящих силовиков, отставка Себаштьяна Мартинша.
- 2013 — новая волна протестных акций, организованных партией КАСА (Широкая конвергенция за спасение Анголы) во главе с бывшим активистом УНИТА Абелем Шивукувуку. Власти отвечают жёстким подавлением с применением огнестрельного оружия. Отмечаются убийства оппозиционных активистов. Правительство заявляет о приоритетной защите ангольского «духовно-культурного наследия». В Луанде и некоторых других населённых пунктах производится снос мечетей.
- 2016 — ЦК МПЛА утвердил список кандидатов партии на парламентских выборах, предстоящих в августе 2017 года. Первым номером в список включён министр обороны Анголы, вице-председатель МПЛА Жуан Лоренсу. Таким образом, Лоренсу был объявлен преемником президента душ Сантуша.
- 2017 — 23 августа состоялись выборы, на которых МПЛА вновь получила парламентское большинство, хотя оппозиция — УНИТА и КАСА — заметно укрепила свои позиции. 26 сентября Жуан Лоренсу стал новым президентом Анголы (Жозе Эдуарду душ Сантуш остался председателем МПЛА).
- 2018 — 8 сентября президент Лоренсу сменяет Душ Сантуша на посту председателя (президента) МПЛА (вице-президентом партии стала Луиза Дамиан). Душ Сантуш покидает Анголу. Новый президент анонсирует крупные реформы и выступает с критикой предшественника. На ключевые посты в силовых структурах назначаются доверенные генералы Лоренсу — директор спецслужбы SINSE Фернандо Миала, министр внутренних дел Эужениу Лаборинью, начальник президентской службы безопасности Франсишку Фуртадо.
- 2019 — 15 ноября происходит смена руководства УНИТА: третьим лидером партии избран Адалберту Кошта Жуниор.
- 2020—2021 — усиление социального недовольства и протестных выступлений. Силовые разгоны студенческих демонстраций в Луанде, кровопролитие в Кафунфо-Куанго (Северная Лунда).
- 2022 — 24 августа состоялись выборы, на которых МПЛА сохранила парламентское большинство, хотя оппозиция — УНИТА заметно укрепила свои позиции, но CASA-CE потеряла представительство в парламенте. Жуан Лоренсу остался президентом Анголы на второй срок, новым вице-президентом, вместо Борниту ди Соуза, стала Эсперанса да Кошта.

## Государственное устройство
Ангола является президентской республикой. Главой государства является президент. С 1979 года этот пост занимал Жозе Эдуарду душ Сантуш. 26 сентября 2017 года его сменил Жуан Лоренсу.
Правительство возглавляется вице-президентом, который назначается президентом. С 15 сентября 2022 года вице-президентом является Эсперанса да Кошта.
Законодательная власть — однопалатный парламент (Национальная ассамблея) в составе 220 депутатов, избираемых на 4 года. Председателем парламента с 27 сентября 2012 года вновь стал Фернанду да Пьедаде душ Сантуш, ранее занимавший этот пост в 2008—2010 годах.
Политические партии, представленные в парламенте (по результатам выборов в августе 2017 года):
- УНИТА (Национальный союз за полную независимость Анголы) — 51 место;
- МПЛА (Народное движение за освобождение Анголы) — 150 мест;
- КАСА (Широкая конвергенция за спасение Анголы) — 16 мест;
- Партия социального обновления — 2 места;
- ФНЛА (Национальный фронт освобождения Анголы) — 1 место.

По новой конституции 2011 года в стране отменяются прямые президентские выборы, президентом становится лидер победившей на парламентских выборах партии. Также отменён пост премьер-министра, в результате чего вся полнота власти перешла к президенту.

### Внешняя политика
Имеет дипломатические отношения с Российской Федерацией (установлены с СССР 11 ноября 1975 года).
Отношения с США — см. Американо-ангольские отношения.

## Административное устройство

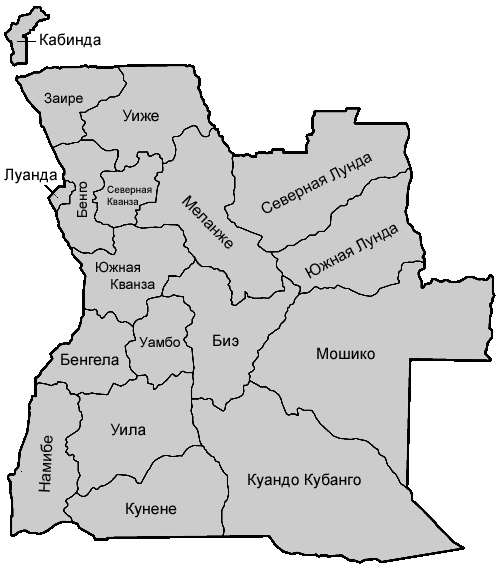
Административная карта Анголы

В административном отношении Ангола разделена на 18 провинций (порт. província), которые, в свою очередь, делятся на 157 муниципалитетов (порт. município). Провинция Кабинда имеет эксклавное положение.
| №  | Провинция       | Административный центр | Площадь, км² | Население, чел. (2014) | Плотность чел./км² | Карта |
| -- | --------------- | ---------------------- | ------------ | ---------------------- | ------------------ | ----- |
| 1  | Бенго           | Кашито                 | 31 371       | 356 641                | 11,37              |       |
| 2  | Бенгела         | Бенгела                | 31 788       | 2 231 385              | 70,20              |       |
| 3  | Бие             | Квито                  | 70 314       | 1 455 255              | 20,70              |       |
| 4  | Кабинда         | Кабинда                | 7270         | 716 076                | 98,50              |       |
| 5  | Квандо-Кубанго  | Менонге                | 199 049      | 534 002                | 2,68               |       |
| 6  | Северная Кванза | Ндалатандо             | 24 190       | 443 386                | 18,33              |       |
| 7  | Южная Кванза    | Сумбе                  | 55 660       | 1 881 873              | 33,81              |       |
| 8  | Кунене          | Онджива                | 89 342       | 990 087                | 11,08              |       |
| 9  | Уамбо           | Уамбо                  | 34 274       | 2 019 555              | 58,92              |       |
| 10 | Уила            | Лубанго                | 75 002       | 2 497 422              | 33,30              |       |
| 11 | Луанда          | Луанда                 | 2418         | 6 945 386              | 2872,37            |       |
| 12 | Северная Лунда  | Лукапа                 | 102 783      | 862 566                | 8,39               |       |
| 13 | Южная Лунда     | Сауримо                | 45 649       | 537 587                | 11,78              |       |
| 14 | Маланже         | Маланже                | 97 602       | 986 363                | 10,11              |       |
| 15 | Мошико          | Луэна                  | 223 023      | 758 568                | 3,40               |       |
| 16 | Намибе          | Мосамедиш              | 58 137       | 495 326                | 8,52               |       |
| 17 | Уиже            | Уиже                   | 58 698       | 1 483 118              | 25,27              |       |
| 18 | Заире           | Мбанза-Конго           | 40 130       | 594 428                | 14,81              |       |
|    | Всего           |                        | 1 246 700    | 25 789 024             | 20,69              |       |

## Население и демография

Этнический состав страны

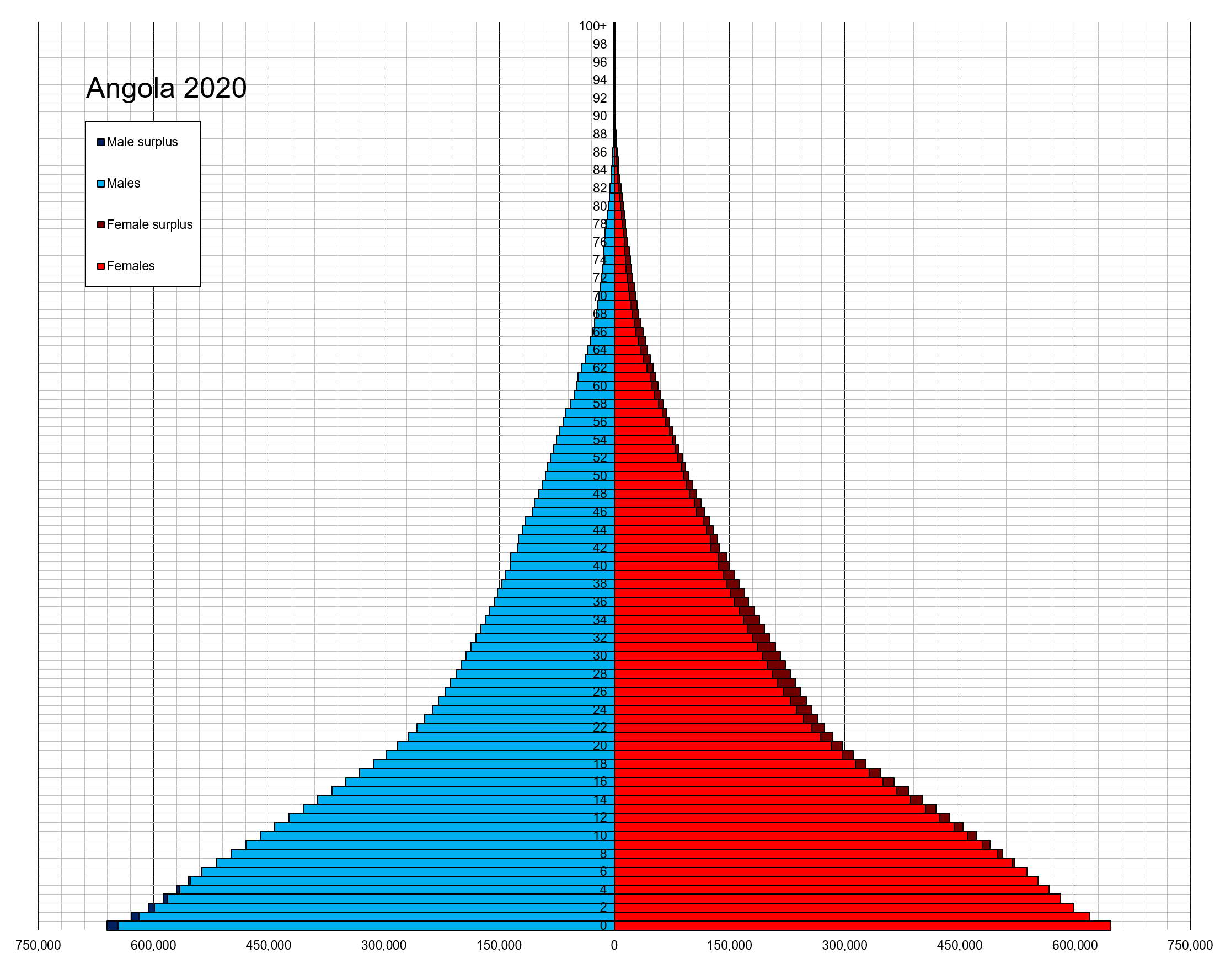
Возрастно-половая пирамида населения Анголы на 2020 год

Первая с момента обретения независимости перепись населения Анголы была проведена 16-31 мая 2014 года. Предыдущая перепись проводилась португальской колониальной администрацией в декабре 1970 года. Результаты переписи 2014 года зафиксировали численность населения 25 789 024 человека. Оценка численности населения на 2023 год — 35 981 281 человек.
Основную часть народа Анголы составляют три этнические группы: овимбунду (37 %), северные мбунду (25 %) и баконго (13 %). Остальные бантуязычные народности, населяющие страну: лунда, чокве, гангела, ньянека-умбе, овамбо, гереро и шиндонга. К небантуязычным народностям относятся бушмены. Около 2 % населения составляют африкано-европейские мулаты, 1 % — белые, преимущественно ассимилировавшиеся португальцы.
Рост населения в стране по состоянию на 2023 год составляет 3,34 % ежегодно (6-е место в мире). Средний уровень фертильности на 2023 год — 5,76 рождений на женщину (2-е место в мире). По состоянию на 2023 год в Анголе очень велика младенческая смертность — в среднем 57,2 из 1000 умирают в первый год жизни (12-е место в мире).
Средняя продолжительность жизни — 62,51 года (2023 год).
В 2007 году 2,1 % населения было заражено вирусом иммунодефицита (ВИЧ). Каждый год от этой болезни умирает около 11 тыс. человек.
Официальный государственный язык — португальский. Население использует африканские языки банту: южный мбунду, северный мбунду, конго, чокве, кваньяма.
Из всех африканских стран Ангола является страной, где процент говорящих на португальском языке, как на родном является самым высоким: по всей стране около 71,15 % из почти 25,8 миллиона жителей говорят дома на португальском языке согласно данным переписи населения, проведенной в 2014 году. Ангола является второй страной с наибольшим количеством португалоговорящих людей в мире после Бразилии.

## Города Анголы
Крупнейшие города Анголы:
- Луанда — 2 325 700
- Бенгела — 513 000
- Уамбо — 325 000
- Маланже — 222 000
- Кабинда — 195 600

## Транспорт
Через Анголу проходят два транс-африканских автодорожных маршрута:
- Шоссе Триполи-Кейптаун
- Шоссе Бейра-Лобиту[англ.]

## Экономика

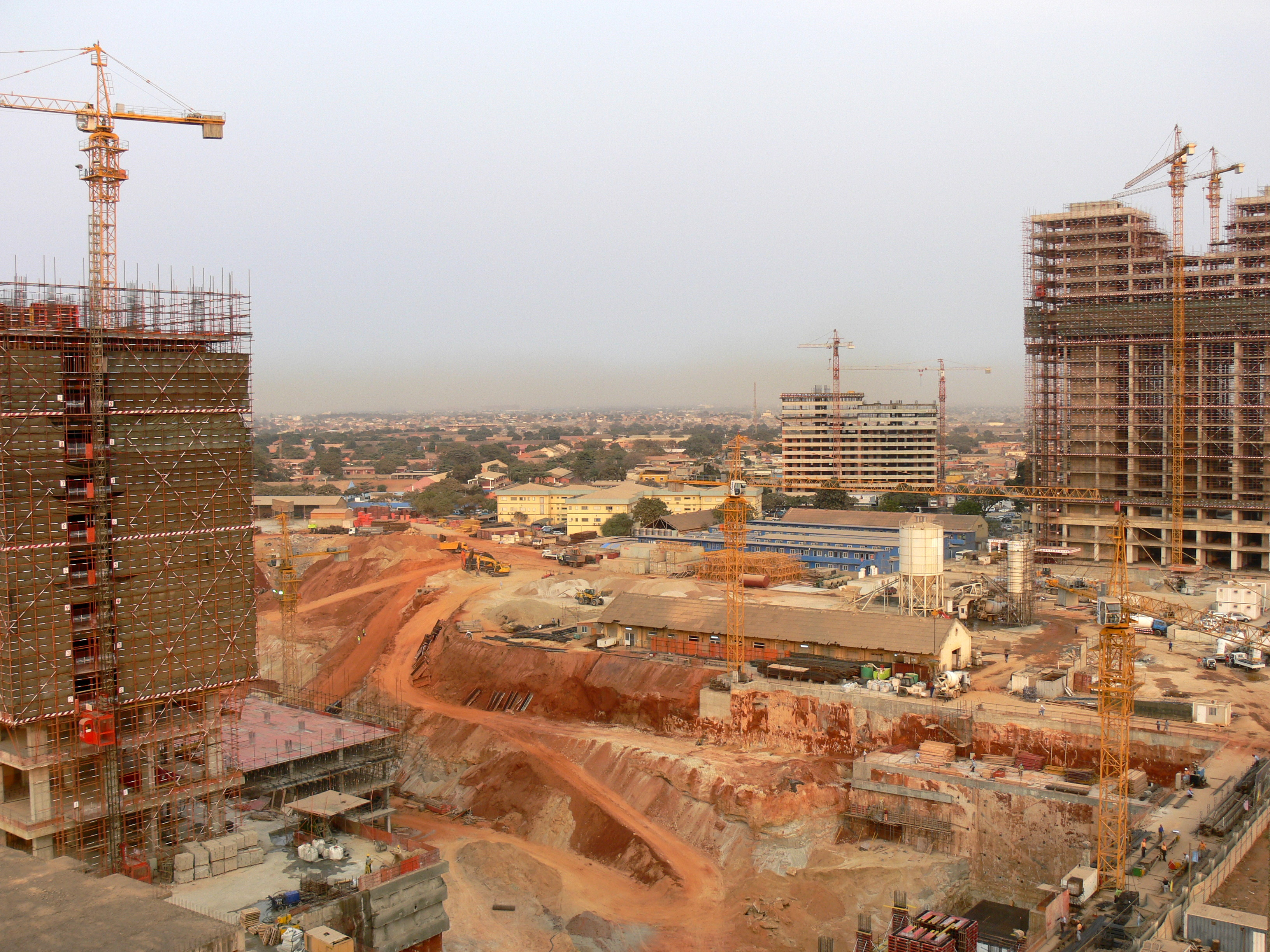
В последние годы экономика Анголы бурно развивается. На фото — строительство новых домов в Луанде

Ангола — развивающееся аграрное государство. Экономика Анголы базируется на добыче и экспорте нефти — 85 % ВВП. Благодаря нефтяной составляющей, экономика страны является самой быстрорастущей среди государств Африки южнее Сахары. Так, в 2008 году рост ВВП Анголы составлял 15 %, в то время как в целом страны Чёрной Африки показали лишь 5%-ный рост. На душу населения в 2008 году валовый внутренний продукт составил 5020 долл., что является очень высоким достижением для этого региона мира. Нефтяные месторождения Анголы представляли (по состоянию на начало 2010-х годов) собой 50 концессионных блоков, площадью примерно 5 тыс. км² каждый. В это число входили 30 концессионных блоков на шельфе (13 глубоководных и 17 сверхглубоководных зон): реальная добыча в 2011 году велась только на 11 из них. Концессия на добычу нефти в Анголе выдавалась (по состоянию на начало 2010-х годов) на 20 лет. В 2013 году в стране было добыто 87,4 млн тонн нефти, часть которой переработана на заводе в Луанде (его мощность 65 тыс. баррелей в сутки).
Кроме того, экономика Анголы получила у КНР и Гонконга в 2003—2009 гг. кредиты на общую сумму в 17,4 млрд долларов. Крупные займы также поступили от Бразилии, Португалии, Германии, Испании и Евросоюза.

### Сельское хозяйство
В сельском хозяйстве занято свыше 80 % работающих, однако примерно 80 % объёма потребляемого продовольствия импортируется. Культивируются бананы, сахарный тростник, кофе, сизаль, кукуруза, хлопок, маниока, табак, овощи. Разводится скот.

### Промышленность
Ведётся добыча нефти, алмазов, гранита, мрамора, инертных строительных материалов, природного асфальта. Реконструируются старые нефтеперегонные заводы, строятся новые. Экспорт природного газа (в сжиженном виде): завод по его сжижению вступил в строй в 2013 году, а первая партия отправлена в июне того же года.
Идёт интенсивная подготовка месторождений железной руды и марганца для возобновления их экспорта. Производится детальная геологическая разведка на ранее зафиксированных проявлениях фосфатов, бокситов, меди, золота.
Восстановлены или построены новые предприятия по производству цемента, по обработке гранита и мрамора, производству продуктов пищевой промышленности (пиво, сигареты, кофе, минеральная вода, мясо-молочная продукция). Возрождается текстильное производство, которое будет работать на местном сырье.

### Энергетика
В Анголе действуют более 6 гидроэлектростанций:
- ГЭС Ломаум
- ГЭС Камбамбе
- ГЭС Лаука
- ГЭС Гоув

### Внешняя торговля
Экспорт (30,3 млрд долл. в 2017 г.) — сырая нефть (88 %), природный газ (4,5 %), алмазы (4,3 %), в незначительном количестве необработанная рыба и древесина.
Основные покупатели: Китай 61 %, Индия 12 %, США 7,9 %, ЮАР 4,4 % и Испания 3,2 %.
Импорт (10,4 млрд долл. в 2017 г.) — машины и оборудование, транспортные средства (до 35 % стоимости), химические товары, включая лекарства (11,5 %), металлы (8,6 %), а также продукты питания и др. потребительские товары (обувь, одежда, мебель).
Основные поставщики: Китай 21 %, Португалия 19 %, Бразилия 6,4 %, ЮАР 6,1 %.

## Культура

### Религия

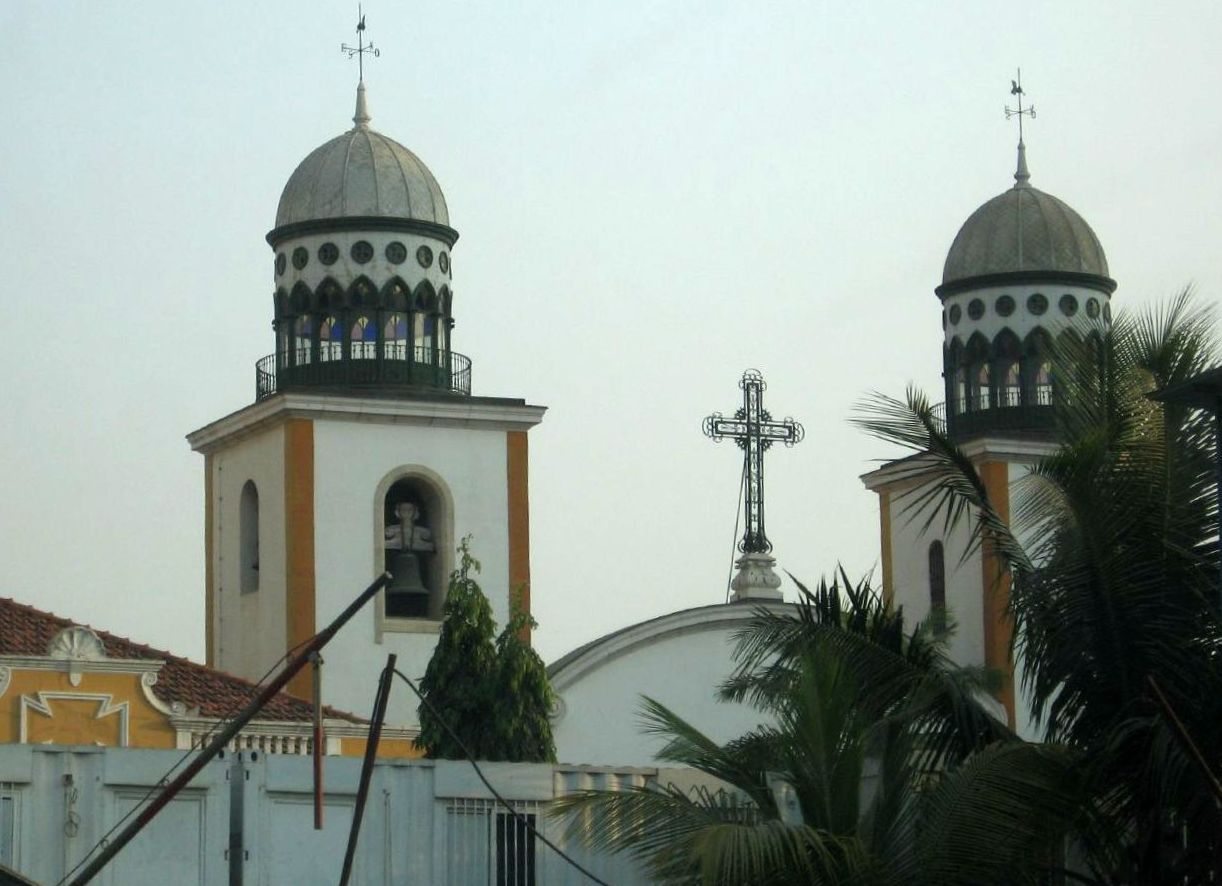
Кафедральный собор Луанды

Большинство жителей Анголы исповедуют христианство (по разным оценкам от 88 до 94 % в 2010 году).
Страна остаётся преимущественно католической (57 %), однако в ней заметно увеличивается доля протестантов (более 30 % в 2010 году). Последние представлены, в первую очередь, Ассамблеями Бога (2 млн), Всемирной церковью «Царство Божие» (0,4 млн) и другими пятидесятническими деноминациями. Несколько сотен тысяч верующих насчитывают общины конгрегационалистов, адвентистов, баптистов, реформатов и плимутских братьев. В стране 115 тыс. Свидетелей Иеговы, объединённых в 1565 собраний.
Местных традиционных верований придерживается 4,5 % населения Анголы, однако численность и доля сторонников данных культов продолжает сокращаться.
Мигранты из Западной Африки и с Ближнего Востока исповедуют ислам. Численность мусульман в стране оценивается в 80—90 тыс. человек.
Среди живущих в стране иностранцев есть буддисты, сторонники китайской народной религии, индуисты и иудеи.
31 августа 2015 года президент Жозе́ Эдуа́рду душ Са́нтуш выступил с обращением о принятии закона, постановляющего закрыть все мечети в стране.
«Это окончательное завершение исламского влияния в нашей стране», — заявил глава государства. Министр культуры добавил к словам президента: «Процесс легализации ислама не был одобрен Министерством юстиции страны, и мечети будут закрыты до дальнейшего уведомления».

### СМИ
Государственная телекомпания Анголы TPA (Televisão Pública de Angola — Общественное телевидение Анголы), основана в 1973 году под названием RPA (Radiotelevisão Portuguesa de Angola — Португальское радиотелевидение Анголы) как часть RTP, в 2000 году запустила свой второй канал TPA 2.
Государственная радиокомпания Анголы RNA (Rádio Nacional de Angola — Национальное радио Анголы) основана в 1977 году, включает в себя 6 радиостанций — Canal A, Radio Cinco, Radio N’gola Yetu, Radio Luanda, Radio Estereo и Canal Internacional.